# Remixes y Rarezas
Remixes y Rarezas es el título del segundo álbum de Campo, el proyecto musical y la banda creada por el músico y productor Juan Campodónico, grabado en 2014 en Montevideo.
Recibió el Premio Graffiti al Mejor álbum de música electrónica.
La canción Heartbreaks fue remixada y nominada a los Premio Graffiti como mejor video 2016.

## Lista de canciones
Todos los temas compuestos por Juan Campodónico excepto donde se indica:

| N.º | Título                                   | Duración |  |
| 1.  | «Heartbreaks (Campo Remix)»              | 3:48     |  |
| 2.  | «1987 (Campo Remix)» (con Jorge Drexler) | 4:21     |  |
| 3.  | «Carmesí»                                | 4:10     |  |
| 4.  | «Cumbio» (Santé Les Amis)                | 3:52     |  |
| 5.  | «El Mareo» (en vivo Corner Mtv)          | 4:35     |  |
| 7.  | «La Marcha Tropical»                     | 4:09     |  |
| 8.  | «1987 Roundabouts»                       | 2:51     |  |
| 9.  | «Cumbio» (Boni Remix)                    | 5:01     |  |
| 10. | «El Viento»                              | 5:38     |  |
| 11. | «La Marcha Tropical» (Ellen Arkbro)      | 3:42     |  |
| 12. | «Fobal»                                  | 3:33     |  |